# Ѻ
Ѻ (minuskule ѻ) je již běžně nepoužívané písmeno cyrilice. Jedná se o variantu písmena О používanou na začátku slovních kořenů (na začátku slova, po předložce, ve složených slovech).
V hlaholici odpovídající písmeno neexistuje.